# Hanvec
Hanvec é uma comuna francesa localizada no departamento de Finistère na região de Bretanha ao noroeste da França.